# Przygiełka brunatna
Przygiełka brunatna (Rhynchospora fusca (L.) W.T. Aiton) – gatunek roślin należący do rodziny ciborowatych (Cyperaceae).

## Rozmieszczenie geograficzne
Przygiełka brunatna jest gatunkiem atlantyckim i stanowiska w Polsce znajdują się poza granicą jej zwartego zasięgu. Notowana była w kraju na ok. 60 rozproszonych stanowiskach: Pomorze, Wielkopolska, Śląsk, Roztocze, Kotlina Sandomierska, Wyżyna Krakowsko-Częstochowska, Podkarpacie, Wyżyna Lubelska i Polesie. Po 1980 r. potwierdzonych zostało 13 stanowisk na: Pomorzu, Dolnym Śląsku, Wyżynie Krakowsko-Częstochowskiej i Wyżynie Śląskiej. W czerwcu 2002 r. na Pojezierzu Kaszubskim w pobliżu miejscowości Tuchom (54°25′00″N, 18°21′30″E) stwierdzone zostało nowe stanowisko gatunku, zlokalizowane na torfowisku wysokim, położonym na południe od Jeziora Tuchomskiego.

## Morfologia

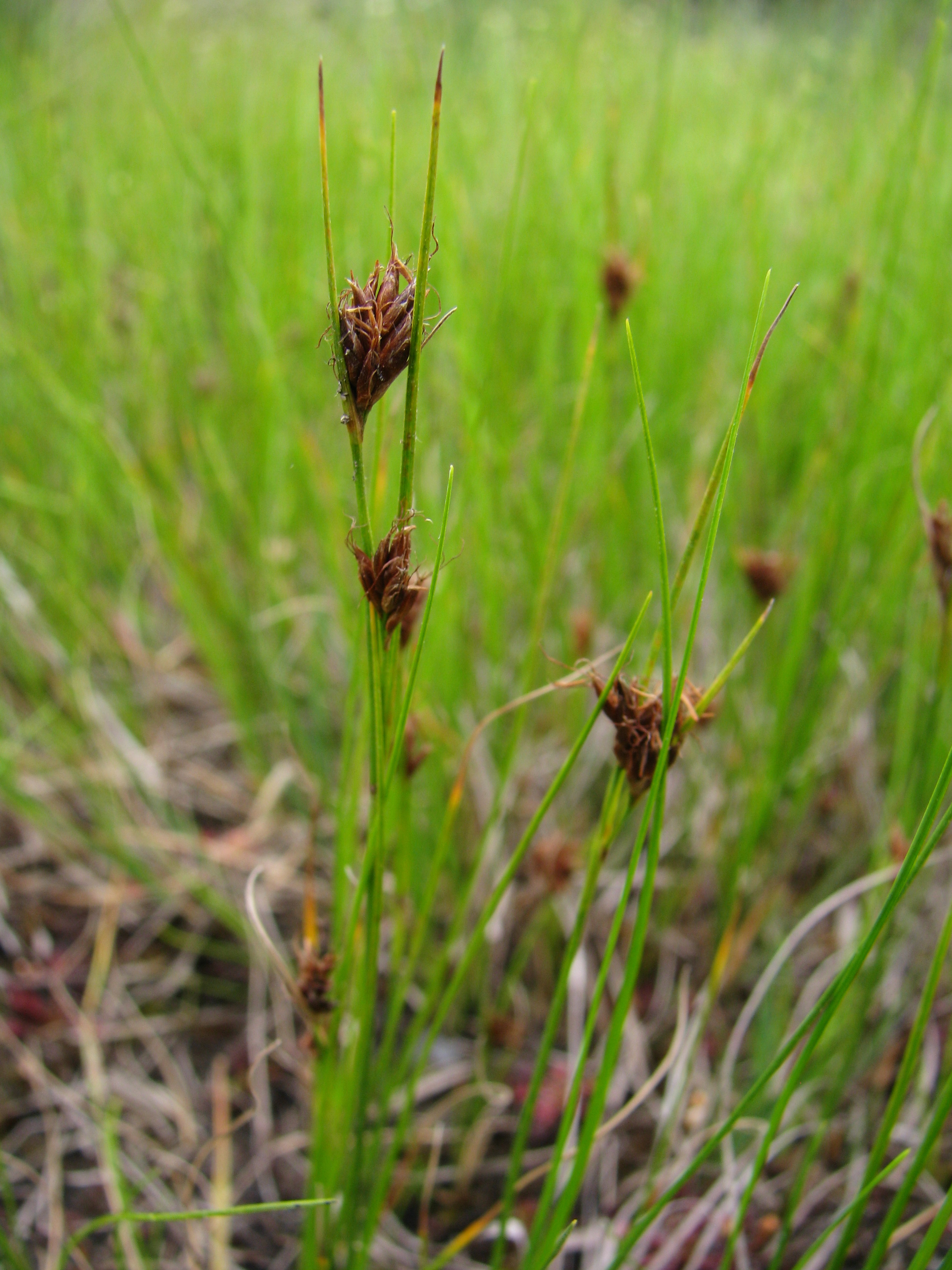
Pokrój

ŁodygaDo 35 cm wysokości.
LiścieWąskie, szorstkie na brzegu.
KwiatyZebrane w kłosy, te z kolei zebrane w główkę. Podsadka znacznie dłuższa od dolnego kłosa. Przysadki żółtobrunatne. Okwiat złożony z 5-6 szczecinek.
OwocKasztanowy orzeszek.

## Biologia i ekologia
Bylina, hemikryptofit. Gatunek preferuje siedliska oligotroficzne i kwaśne o dużej wilgotności. Rośnie na torfowiskach przejściowych i wysokich, wilgotnych wrzosowiskach i obrzeżach jezior, w zagłębieniach między wydmami. Kwitnie w lipcu i sierpniu. Liczba chromosomów 2n=32. Gatunek charakterystyczny zespołu Rhynchosporetum albae.

## Zagrożenia i ochrona
Roślina umieszczona na Czerwonej liście roślin i grzybów Polski (2006) w grupie gatunków wymierających, krytycznie zagrożonych (kategoria zagrożenia E). W wydaniu z 2016 roku otrzymała kategorię EN (zagrożony).
W kategorii EN znajduje się w Polskiej czerwonej księdze roślin (2001).  
W wydaniu z 2014 roku otrzymał kategorię VU (narażony). Gatunek objęty jest ścisłą ochroną gatunkową.